# Newent
Newent est un bourg anglais situé dans le district de Forest of Dean et le comté du Gloucestershire. En 2001, il comptait 5 073 habitants.
Newent est situé à environ 13 km au nord-ouest de Gloucester et à l'extrême nord de la forêt de Dean.
La ville compte quelques anciennes maisons et un petit musée. 